# Bauger Futbol Club
Il Bauger Futbol Club è una squadra di calcio professionale con sede a Santo Domingo, Repubblica Dominicana. Fondata nel 1989 come Scuola di Calcio Jorge Rolando Bauger, la squadra ha cambiato nome in Bauger FC nel 2010. Ha giocato nella Primera División dominicana.

## Giocatori celebri
- Gonzalo Frechilla (2009)
- Alex Leschhorn (2012)

## Titoli
- Liga Mayor Coca Cola
- Primera División dominicana